# Euterebra severa
Euterebra severa is een slakkensoort uit de familie van de Terebridae. De wetenschappelijke naam van de soort is voor het eerst geldig gepubliceerd in 1897 door Melvill.